# La Ferté-Hauterive
La Ferté-Hauterive – miejscowość i gmina we Francji, w regionie Owernia-Rodan-Alpy, w departamencie Allier.

## Demografia
Według danych na rok 1990 gminę zamieszkiwały 273 osoby, a gęstość zaludnienia wynosiła 14 osób/km². W styczniu 2015 r. La Ferté-Hauterive zamieszkiwało 298 osób, przy gęstości zaludnienia wynoszącej 15,3 osób/km².